# Campylotropis yunnanensis
Campylotropis yunnanensis är en ärtväxtart som först beskrevs av Adrien René Franchet, och fick sitt nu gällande namn av Anton Karl Schindler. Campylotropis yunnanensis ingår i släktet Campylotropis och familjen ärtväxter.

## Underarter
Arten delas in i följande underarter:
- C. y. filipes
- C. y. yunnanensis
- C. y. zhongdianensis